# Juan Carlos Cárdenas Toro
Juan Carlos Cárdenas Toro (Cartago, 31 de mayo de 1968) es un sacerdote, obispo, filósofo, educador y teólogo colombiano, que se desempeñó como secretario general del CELAM  y ejerce actualmente como obispo de Pasto .

## Biografía

### Primeros años y formación
Juan Carlos nació el 31 de mayo de 1968 en Cartago, Valle del Cauca.
Realizó sus estudios básicos, en la escuela primaria en el Instituto San Juan Bosco de Cartago, y la secundaria en el Instituto Técnico Indalecio Penilla, en su ciudad natal. 
Estudió filosofía en el Seminario Nacional Cristo Sacerdote, en la diócesis de Sonsón-Rionegro, en Antioquia, alternando también la teología en el Seminario Mayor de la diócesis de Cali.

### Carrera eclesiástica
Fue ordenado sacerdote el 6 de septiembre de 1997, instalándose en la diócesis de Cartago, en lo que a primera instancia ocupó el puesto de vicario parroquial en la Parroquia del Perpetuo Socorro de Cartago, pero en 1998 fue trasladado a la parroquia de la epifanía del señor. 
Siendo secretario adjunto de la Conferencia Episcopal Colombiana, fue nombrado por el Papa Francisco como obispo auxiliar de la arquidiócesis de Cali, el 26 de junio de 2015, y el 25 de julio asumió la sede.
Monseñor Cárdenas fue elegido Secretario General del Consejo Episcopal Latinoamericano (CELAM) el 15 de mayo de 2019, estando en el cargo hasta el año 2023.  El 1 de octubre de 2020 fue elegido obispo de Pasto por el Papa Francisco, tras la renuncia por edad del titular Julio Enrique Prado Bolaños. Se posesionó en el cargo el 21 de noviembre de 2020.